# U-258
U-258 — средняя немецкая подводная лодка типа VIIC времён Второй мировой войны.

## История
Заказ на постройку субмарины был отдан 23 декабря 1939 года. Лодка была заложена 20 марта 1941 года на верфи Бремен-Вулкан под строительным номером 23, спущена на воду 13 декабря 1941 года. Лодка вошла в строй 4 февраля 1942 года под командованием оберлейтенанта Вильгельма фон Массенхаузена.

### Флотилии
- 4 февраля 1942 года — 31 августа 1942 года — 5-я флотилия (учебная)
- 1 сентября 1942 года — 20 мая 1943 года — 3-я флотилия

### История службы
Лодка совершила 4 боевых похода. Потопила одно судно водоизмещением 6 198 брт. Потоплена 20 мая 1943 года в Северной атлантике, в районе с координатами 55°18′ с. ш. 27°49′ з. д. глубинными бомбами с британского «Либерейтора». 49 погибших (весь экипаж).

### Волчьи стаи
U-258 входила в состав следующих «волчьих стай»:
- Lachs 15 августа — 27 сентября 1942
- Pfeil 13 сентября 1942 года — 25 сентября 1942
- Wotan 8 — 16 октября 1942
- Rochen 16 — 25 февраля 1943
- Meise 20 — 27 апреля 1943
- Star 28 апреля — 4 мая 1943
- Inn 11 — 15 мая 1943
- Donau 1 15 — 20 мая 1943

### Происшествия
- 22 сентября 1942 года с мостика смыло старшего штурмана.